# Are

Représentation graphique et comparaison de la surface d'un are et d'un hectare.

Pour les articles homonymes, voir Are (langue) et ARE.
L'are (symbole a) est une unité de mesure de superficie. Un are égale 100 mètres carrés, soit un décamètre carré, l'aire d'un carré de 10 mètres de côté. En France, il a été fixé par la loi du 18 germinal an III (7 avril 1795) comme « la mesure [républicaine] de superficie pour les terrains, égale à un carré de dix mètres de côté ». L'unité SI de mesure des superficies est le mètre carré (m²).

## Unités comparables
L'are et ses subdivisions (notamment le centiare, 1 ca = 0,01 a = 1 m2) sont peu utilisés, sauf dans les actes notariaux et en Alsace ; le seul multiple couramment utilisé est l'hectare (1 ha = 100 a = 10 000 m2, soit l'aire d'un carré de 100 mètres de côté).